# Video Phone
Video Phone è un singolo della cantante statunitense Beyoncé pubblicato il 17 novembre 2009 come ottavo estratto dal terzo album in studio I Am... Sasha Fierce.
Una versione remixata con la partecipazione di Lady Gaga è stata pubblicata successivamente. Il 27 giugno 2010 è stato premiato video dell'anno ai BET Awards.

## Descrizione
Video Phone è stato scritto da Beyoncé, Shondre Crawford, Angela Beyince e Sean Garrett ed è stato prodotto da Bangladesh e The Pen. Lady Gaga è invece autrice della rivisitazione remixata del brano. È entrato nell'airplay radiofonico statunitense il 22 settembre 2009, mentre è stato pubblicato in formato CD il 17 novembre.

## Video musicale
Il video musicale, della durata di oltre cinque minuti e diretto da Hype Williams (che aveva già diretto il video del singolo Check on It di Beyoncé), ha visto la partecipazione della cantante Lady Gaga, la quale ha collaborato con Beyoncé alla realizzazione del remix del brano. La regia alterna sequenze in cui Beyoncé compare da sola, indossando abiti succinti ed esibendosi in pose sensuali e movimenti sinuosi, a scene che la vedono impegnata in coreografie ritmiche insieme a Lady Gaga.
L'ambientazione visiva si caratterizza per sfondi monocromatici dorati o bianchi, e include elementi simbolici come la presenza di Beyoncé su una motocicletta o ripresa in piedi in pose dominanti. Nella sezione più lenta del video, entrambe le artiste sono rappresentate mentre siedono o si muovono con gesti volutamente frammentati e stilizzati. Il video si conclude con l'immagine di Beyoncé su una motocicletta, su uno sfondo arancione, mentre fissa direttamente lo spettatore.

## Accoglienza
Alexis Petridis del The Guardian ha messo in relazione il brano con il precedente singolo, Diva, e ha osservato che Video Phone è «quasi altrettanto strano, ma più riuscito, e riesce bene a presentarci un'insolita immagine di Beyoncé nelle vesti di una pornografa dilettante, che si sbizzarrisce con frasi del tipo: 'Vuoi vedermi nuda? Se ti piace questa posizione, puoi farmi un video.' Certo, non lo fa per assomigliare a una delle tante ragazze visibili sulle riviste pornografiche, anche se questo poco conta perché la disadorna, inquietante base musicale, nel quale si odono gemiti e vibrazioni elettroniche, è al contrario davvero esaltante».

## Tracce
US/UK CD single
1. Video Phone (Album Version) – 3:35
2. Video Phone (Instrumental) – 3:27

Donwload digitale
1. Video Phone – 3:35
2. Video Phone (feat. Lady Gaga) (Extended remix) – 5:04
3. Poison – 4:04

UK digital download Remix Bundle
1. Video Phone (feat. Lady Gaga) (Extended remix) – 5:04
2. Video Phone (Gareth Wyn remix) – 7:53
3. Video Phone (Oli Collins & Fred Portelli remix) – 7:02
4. Video Phone (Doman & Gooding Playhouse Vocal Remix) – 6:33
5. Video Phone (My Digital Enemy remix) – 7:00
6. Video Phone (Gareth Wyn remix radio edit) – 3:57

## Classifiche
| Classifica (2009-10) | Posizione massima  |
| Versione originale   | Versione originale |
| -------------------- | ------------------ |
| Australia            | 66                 |
| Regno Unito          | 58                 |
| Spagna               | 26                 |
| Remix con Lady Gaga  |                    |
| Australia            | 31                 |
| Belgio (Fiandre)     | 54                 |
| Belgio (Vallonia)    | 64                 |
| Italia               | 14                 |
| Nuova Zelanda        | 32                 |
| Repubblica Ceca      | 39                 |
| Stati Uniti          | 65                 |